# Julius von Wickede
Julius von Wickede (Schwerin, 1819. július 17. – Schwerin, 1896. március 22.) német író és újságíró.

## Élete
1839-ben kadét lett egy osztrák dragonyos ezredben, 1839-től 1842-ig hadnagyként szolgált a mecklenburg-schwerini dragonyos-ezredben. 1843 és 1846 között a müncheni és heidelbergi egyetemek hallgatója volt, 1848-1850-ben hadsegéd a schleswig-holsteini hadseregben, 1851-ben önkéntes tiszt a chasseurs d'Afrique-nél. Közben nagyobb utazásokat tett Spanyol-, Francia-, Olaszországban és Angliában és 1853-tól 1871-ig minden nagyobb hadjáratban részt vett, mint nagyobb német és más külföldi lapok tudósítója. Számtalan elbeszélő és hadtörténeti művet írt.

## Nevezetesebb munkái
- Bilder aus d. Kriegsleben (Stuttgart, 1854)
- Preussische Husarengeschichten (Lipcse, 1853)
- Erzählungen eines österreichischen Veteranen (3 kötet, Stuttgart, 1855)
- Vergleichende Charakteristik derösterreichischen, preussischen, französischen und englischen Landarmee (uo. 1856)
- Herzog Wallenstein in Mecklenburg (regény, 4 kötet, Jena, 1865)
- Ein Husarenoffizier Friedrich des Grossen (uo. 1866)
- Ein deutscher Landsknecht der neuen Zeit (uo. 1869)
- Die Heeresorganisation nach den Berechtigungen der Gegenwart (uo. 1867)
- Geschichte des Kriegs von Deutschland gegen Frankreich 1870-71. (Hannover, 1872)
- Ein vielbewegtes Leben nach den Aufzeichnungen d. russischen Obersten Reinhardt (3 kötet, uo. 1873)
- Kriegsbilder aus dem Jahre 1870 (uo. 1871)
- Geschichte der Kriege Frankreichs gegen Deutschland in den letzten zwei Jahrhunderten (3 kötet, uo. 1874)
- Leben, Thaten und Abenteuer des Freiherrn Gustav von der Ostau im dreissigjährigen Krieg (3 kötet, Berlin, 1875)
- Was alles aus einem deutschen Lieutenant werden kann (regény, 3 kötet, Lipcse, 1878)
- Der Streber (regény, 3 kötet, Boroszló, 1884)